# Karaops umiida
Espèce
Karaops umiida est une espèce d'araignées aranéomorphes de la famille des Selenopidae.

## Distribution
Cette espèce est endémique du Kimberley en Australie-Occidentale,. Elle se rencontre dans l'archipel des Boucaniers sur l'île Irvine.

## Description
La femelle holotype mesure 7,32 mm.

## Systématique et taxinomie
Cette espèce a été décrite par Crews en 2013.
En 2013, les mâles de Karaops conilurus avaient été pris pour les mâles cette espèce.

## Publication originale
- Crews, 2013 : « Thirteen new species of the spider genus Karaops (Araneae: Selenopidae) from Western Australia. » Zootaxa, no 3647, p. 443-469.